# Tîrî
Cet article possède un paronyme, voir Thiry.
Le tîrî, aussi appelé méa ou haméa, est une langue austronésienne du groupe des langues kanak parlée dans l'aire coutumière Xârâcùù de la province Sud, en Nouvelle-Calédonie. En 2009, on recense 596 locuteurs. La langue se scinde en deux dialectes : le tîrî proprement dit et le méa.